# Данило Пантич
Данило Пантич (серб. Danilo Pantić, нар. 26 жовтня 1996, Рума) — сербський футболіст, півзахисник клубу «Партизан».

## Клубна кар'єра
Народився 26 жовтня 1996 року в місті Рума. Вихованець столичного «Партизана». 26 травня 2013 року дебютував за основний склад у матчі проти «Спартака Суботиця», замінивши Владимира Волкова на 70-й хвилині. Після розбіжностей з «Партизаном» над пропозиціями про продовження контракту, він усе-таки підписав його 5 грудня 2013 року на 1,5 року. З початку 2014 року, як стверджувалося, за Пантичем пильно спостерігав «Ювентус». Дізнавшись про інтерес з боку «Ювентуса», Пантич, заявив у газеті «Вечерње новости», про те що хоче продовжити контракт з «Партизаном», перш ніж залишити Сербію.
13 липня 2015 Пантич підписав 4-річний контракт з англійським «Челсі», сума трансферу склала 1,25 млн фунтів. У цей же день він перейшов в нідерандський «Вітесс» на правах оренди строком на один сезон. 30 липня дебютував за «Вітесс», вийшовши на заміну в першому матчі 3-го кваліфікаційного раунду Ліги Європи УЄФА проти «Саутгемптона» (0:3). 9 серпня дебютував в Ередивізії, замінивши Валерія Казаїшвілі на 70 хвилині в матчі 1-го туру проти «Віллем II» (1:1). Проте основним гравцем молодий серб не став і зіграв за сезон тільки шість ігор в Ередивізі і 11 за молодіжну команду (три голи). У серпні 2016 року був відданий в оренду в «Ексельсіор» (Роттердам), де протягом сезону 2016/17 зіграв дев'ять матчів. У червні 2017 року «Челсі» знову віддав гравця в оренду, на цей раз в рідний «Партизан». Відтоді встиг відіграти за белградську команду 4 матчі в національному чемпіонаті.

## Виступи за збірні
Виступав за юнацькі збірні Сербії до 17 і до 19 років. 10 жовтня 2014 року, Пантич забив свій перший і другий голи за збірну до 19 років у ворота Сан-Марино, а його команда перемогла з рахунком 4:0 на матчі відкриття кваліфікаційного раунду чемпіонат Європи 2015 серед юнаків до 19 років. 12 жовтня 2014 року, Пантич став капітаном збірної до 19 років, в матчі проти Вірменії, який став для Сербії переможним (1:0).
2017 року дебютував за молодіжну збірну Сербії.

## Титули і досягнення
- Чемпіон Сербії (2):

«Партизан»: 2012—2013, 2014—2015
- Володар Кубка Сербії (2):

«Партизан»: 2017—2018, 2018—2019